# San Francisco de Tiznados (Venezuela)
Pour les articles homonymes, voir San Francisco (homonymie) et San Francisco de Tiznados.
San Francisco de Tiznados est la capitale de la paroisse civile de San Francisco de Tiznados de la municipalité d'Ortiz de l'État de Guárico au Venezuela. 